# Stazione di Shizumi
La stazione di Shizumi (志都美駅?, Shizumi-eki) è una stazione ferroviaria di situata nella cittadina di Ōji, nel distretto di Kitakatsuragi della prefettura di Nara in Giappone. La stazione è servita dalla Wakayama della JR West.

## Linee
JR West
■ Linea Wakayama

## Struttura
La stazione è costituita da due marciapiedi laterali con due binari passanti, e collegati da una passerella sopraelevata. Il fabbricato viaggiatori, posto sopra i binari, possiede servizi igienici, una biglietteria presenziata, tornelli automatici per l'accesso ai binari e supporto alla bigliettazione elettronica ICOCA.
| 1 | ■ Linea Wakayama | per Takada, Sakurai e Gojō  |
| 2 | ■ Linea Wakayama | per Ōji, Tennōji e JR Namba |

## Stazioni adiacenti
| ≪              | Servizio       | ≫              |
| Linea Wakayama | Linea Wakayama | Linea Wakayama |
| -------------- | -------------- | -------------- |
| Hatakeda       | Locale         | Kashiba        |